# Maria Magdalenakerk (Wormer)
De Maria Magdalenakerk is een rooms-katholieke kerk aan de Dorpsstraat in Wormer.
De kerk werd in 1868-1869 gebouwd. Architect Herman Jan van den Brink ontwierp een eenvoudige eenbeukige zaalkerk in neoromaanse stijl, met een ingebouwde toren met naaldspits aan de voorzijde. De kerk werd in 1929 uitgebreid met een transept en nieuw priesterkoor, naar ontwerp van Jos Bekkers. In de jaren 1990 is de kerk verbouwd en is een etage in het schip gebouwd voor parochiële activiteiten. 
De kerk is tot op heden in gebruik bij de parochie Maria Magdalena. Het kerkgebouw is een gemeentelijk monument.

## Bron
- Reliwiki - Wormer, Dorpsstraat 351 - Maria Magdalena